# Caspar Hoyer
Caspar Hoyer (* 28. Juli 1540 in Husum; † 19. November 1594 ebenda) war Staller der Landschaft Eiderstedt.

## Vorfahren
Caspar Hoyers Vorfahren stammen vermutlich aus der Grafschaft Hoya. Sein Urgroßvater Hinrich hatte sich um 1440 in Bremervörde niedergelassen. Dessen dort geborener Sohn Jacob Hoyer, ein Landsknechtsführer, kämpfte an der Seite des dänischen Königs Christian I. gegen Aufständische. Er wurde später Schlossvogt in Rotenburg an der Wümme. Sein Sohn Hermann (1477–1541) wurde während seines Aufenthaltes in Husum geboren und diente dem Herzog von Schleswig-Holstein und späteren dänischen König Friedrich I. als Heerführer. 1513 wurde er geadelt und erhielt Friedrichs uneheliche Tochter Catharina (1491–1534) zur Frau. Als diese starb, heiratete er 1535 Maria Knutzen (~1515–1560), die Tochter einer anderen unehelichen Tochter Friedrichs. Aus dieser zweiten Ehe stammt Caspar Hoyer.

## Leben
Da sein Vater schon im Jahr nach seiner Geburt verstarb und seine Mutter bald wieder heiratete, wuchs Caspar Hoyer bei seinem Stiefvater Cornelius von Hammesfort, dem Leibarzt des dänischen Königs Christian III., auf und wurde mit dessen Söhnen gemeinsam erzogen. Ab 1555 besuchte er das Johanneum Lüneburg und lebte im Haushalt von Lucas Lossius. 1557 nahm er das Jurastudium in Kopenhagen auf, das er in Wittenberg, Straßburg, Köln und Frankfurt an der Oder fortsetzte. Nach Abschluss seiner Studien entsandte der König ihn 1563 als Diplomat nach Polen. Im Jahr 1570 gehörte Caspar Hoyer das Gut Südenseehof in Angeln.
Im Anschluss zu seinem Dienst als Diplomat trat Caspar Hoyer in den Dienst des jüngeren Bruders des Königs, des Herzogs Adolf I. von Schleswig-Holstein-Gottorf. 1578 verkaufte Hoyer sein Gut Südenseehof an Herzog Adolf I. Adolf I. ernannte ihn im selben Jahr zum Staller der Dreilande Eiderstedt, Everschop und Utholm. In dieser Funktion wirkte er am wirtschaftlichen Aufschwung der Landschaft mit. Unter seiner Verwaltung erhielt Eiderstedt eine neue Deichgesetzgebung und ein neues Landrecht, sowie 1586 mit Johannes Pistorius, dem Ehemann von Hoyers Cousine Mette Hoyers, einen eigenen Propst. 1581 ließ Hoyer das Tönninger Schloss erbauen, das ihm fortan als Amtssitz diente. Es wurden neue Deiche und Siele angelegt und u. a. der nach dem Herzog benannte Adolfskoog eingedeicht. Die von Caspar Hoyer geplante Norder- und Süderbootfahrt, die den Warentransfer durch das Land erleichtern sollten, weil die Wege im Marschland den Großteil des Jahres unpassierbar waren, vollendete erst sein Sohn und Nachfolger Hermann Hoyer (1571–1622). Auf seinen Vorschlag hin erhielten Tönning und Garding Stadtrechte. 1591 wurde er zudem zum Gouverneur von Norderdithmarschen und Helgoland ernannt. Diese Ämter konnte er jedoch nicht antreten.

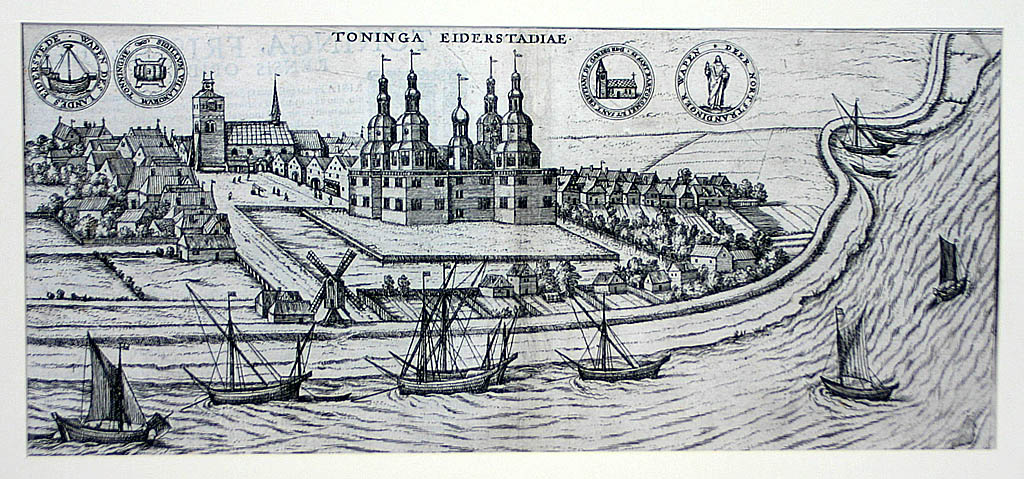
Caspar Hoyers Amtssitz Schloss Tönning

Bei seinem Tod 1594 besaß er über 700 ha Land in Eiderstedt und der Südergoesharde. Auf dem Landsitz Hoyersworth, der ihm 1587 mit allen Rechten eines Ritterguts verliehen worden war, errichtete er ein Herrenhaus, dessen Vollendung er nicht mehr erlebte. 1598 wurde postum der Vorwurf der Bestechlichkeit gegen ihn erhoben, was seinen Sohn und Nachfolger Hermann Hoyer um einen Großteil des ererbten Vermögens brachte. Quasi als Entschädigung verheiratete ihn der Herzog Johann Adolf 1599 mit Anna Hanß, der reichsten Erbin des Landes.